# Dreams (High and Mighty Color)
Dreams è un singolo degli High and Mighty Color. È stato pubblicato il 1º agosto 2007.

## Il disco
È il primo singolo della band dopo OVER ad avere più di un b-side. La title track è stata usata come sigla di chiusura dell'anime Darker than Black. È stata descritta come "una ballata triste che rievoca un sentimento di rottura". La prima stampa del singolo era venduta con quattro adesivi raffiguranti i protagonisti di Darker than Black. Il singolo è diverso dai suoi predecessori per il fatto che, invece di accreditare le canzoni a "HIGH and MIGHTY COLOR" dà proprio i nomi degli autori. Questa caratteristica verrà mantenuta, da questo momento in poi, per tutti i singoli e gli album (tranne Remember, che accrediterà tutte le sue tracce a "HIGH and MIGHTY COLOR"). Il singolo raggiunse il 18º posto nella classifica Oricon il primo giorno dalla pubblicazione; successivamente si posizionò al 24º posto, rimanendo stabile per tutta la settimana. La title track venne successivamente inserita nella raccolta 10 Color Singles.

## Lista tracce
1. Dreams (Mākii, Yūsuke, MEG) – 5:22
2. Feel Like Dance (Mākii, Yūsuke) – 4:19
3. Mushroom (マッシュルーム?) (MEG, Mackaz, Yūsuke) – 5:06
4. Dreams (Instrumental) (MEG) – 5:10

## Formazione
- Mākii – voce
- Yūsuke – seconda voce
- Kazuto – chitarra solista; cori in Mushroom
- MEG – chitarra ritmica; cori in Mushroom
- Mai Hoshimura – tastiere; pianoforte in Dreams e Dreams (Instrumental)
- Mackaz – basso
- SASSY – batteria